# Christoph von Utenheim
Christoph von Utenheim (* um 1450; † 16. März 1527 in Pruntrut) war Bischof von Basel von 1502 bis zu seinem Rücktritt 1527.
Christoph von Utenheim wurde um das Jahr 1450 in eine elsässische Adelsfamilie geboren. Er studierte Theologie und kanonisches Recht in Basel und Erfurt. 1473 oder 1474 wurde er zum Rektor der Universität Basel gewählt. 1475 legte er seine Doktorprüfung in Theologie ab. Das Kapitel des Bistums Basel wählte ihn am 1. Dezember 1502 zum neuen Bischof. Im Gegensatz zu vielen seiner Zeitgenossen, die das Bischofsamt als Mittel zur Vergrösserung des Wohlstands und Einflusses der eigenen Familie missbrauchten, scheint Christoph von Utenheim seine geistlichen und seelsorgerischen Pflichten ernst genommen zu haben. Sein Motto lautete: Spes mea crux Christi; gratiam, non opera quaero, was übersetzt werden kann als: „Das Kreuz Christi ist meine Hoffnung. Ich suche Gnade, keine Werke.“ Dieses war auch das Motto von Jean Gerson, einem bedeutenden französischen Theologen des 15. Jahrhunderts. Als neuer Bischof rief er 1503 eine Diözesansynode ein, um das Bistum zu reformieren. Hierzu lud er auch den berühmten Humanisten Jacob Wimpfeling ein. Dieser Reformversuch wurde allerdings durch das Domkapitel verhindert.
Das Scheitern des ersten Reformversuchs, die Missstände in seinem Bistum zu ändern, hielten ihn nicht von weiteren Massnahmen ab, die Geistlichen an ihre Pflichten zu erinnern. Er ermahnte sie insbesondere nicht mit der Brennschere Locken ins Haar zu machen, in den Kirchen keinen Handel zu treiben oder sonst für Aufruhr zu sorgen, keine Kneipen zu betreiben oder Pferdehandel oder gestohlenes Gut zu kaufen. 1515 lud er Johannes Oekolampad ein, Domprediger in Basel zu werden. In dieser Zeit zeigte sich dessen Reformeifer durch seine Kritik an dem Brauch, in die Osterpredigten lustige Geschichten einzuflechten. 1520 trat Oekolampad von diesem Posten zurück.
Im Zeichen der aufkommenden Reformation, die auch in Basel immer mehr Anhänger gewann, wurde die bischöfliche Autorität zunehmend erschüttert. Von Utenheim beklagte sich am 26. Januar 1524 zusammen mit den Bischöfen von Lausanne und Konstanz auf der Synode von Luzern über die Auflösung der kirchlichen Einheit. Die drei Bischöfe legten ein Reformprogramm vor, das aber nie in Kraft trat. 
Schliesslich resignierte er und trat am 19. Februar 1527 von seinem Amt zurück. Er zog sich nach Pruntrut zurück, wo er kurz darauf verstarb. Er wurde in Delsberg bestattet. 